# Анна (фільм, 2019)
«Анна» (англ. Anna) — короткометражний фільм 2019 року спільного виробництва Ізраїлю, України та Великої Британії, зрежисований ізраїльським режисером Декелем Беренсоном. Світова прем'єра стрічки відбулася 24 травня 2019 року на 72-му Каннському міжнародному кінофестивалі, де вона брала участь в основній конкурсній програмі у змаганні за Золоту пальмову гілку за найкращий короткометражний фільм. Фільм також увійшов до програми Національного конкурсу 48-го Київського міжнародного кінофестивалю «Молодість».

## Сюжет
Анна — одинока мати середнього віку. Вона живе у невеликому промисловому місті на охопленому війною сході України. Анна працює на м'ясопереробному комбінаті, мешкає в старій занедбаній квартирі та мріє про краще життя для себе і своєї 16-річної доньки.
Головна героїня відчайдушно прагне змін. По радіо їй трапляється реклама вечірки, яку влаштовують для іноземців, що подорожують у пошуках кохання. Анна вже багато років не виходила на люди, проте вирішує скористатися нагодою.
На вечірці Анна постає перед суворою реальністю: дискримінацією за віком та справжніми намірами американських чоловіків. А ще вона несподівано зустрічає свою неповнолітню дочку — та теж прийшла на вечірку. Мати та дочка ніяковіють, усвідомлюють принизливість ситуації і вирішують попрощатися з мріями на краще життя.

## У ролях
| • Світлана Барандич   | … | Анна                  |
| • Анастасія Вязовська | … | Аліна                 |
| • Аліна Чорнодуб      | … | перекладачка          |
| • Ерік Росс Гіллієт   | … | Ерік                  |
| • Ліана Хобелія       | … | організаторка вечірки |
| • Істан Розумний      | … | американець           |
| • Ігор Савочкін       | … | напарник Алекса       |

## Знімальна група
- Автор сценарію — Декель Беренсон
- Режисер-постановник — Декель Беренсон
- Продюсери — Віталій Шереметьєв, Ольга Безхмельніцина, Мерлін Мертон, Дмитро Конопльов
- Виконавчі продюсери — Чарлі Барт, Елад Кейдан, Наталія Лібет, Омар Паркер
- Оператор — Володимир Іванов
- Монтаж — Єгор Трояновський
- Художник-постановник — Кара Балеян
- Звукорежисери — Андрій Рогачов, Андрій Нідзельський
- Підбір акторів — Алла Самойленко

## Нагороди та номінації
| Список нагород та номінацій    | Список нагород та номінацій | Список нагород та номінацій                     | Список нагород та номінацій | Список нагород та номінацій | Список нагород та номінацій |
| Кінофестиваль/Кінопремія       | Рік                         | Категорія                                       | Номінант(и)                 | Результат                   | Дж                          |
| ------------------------------ | --------------------------- | ----------------------------------------------- | --------------------------- | --------------------------- | --------------------------- |
| 72 Каннський кінофестиваль     | 2019                        | Золота пальмова гілка за короткометражний фільм | Анна                        | Номінація                   | [ 3 ]                       |
| 48-й Київський МКФ «Молодість» | 2019                        | Скіфський олень за найкращий український фільм  | Анна                        | В очікуванні                | [ 7 ]                       |